# Aubrey de Grey

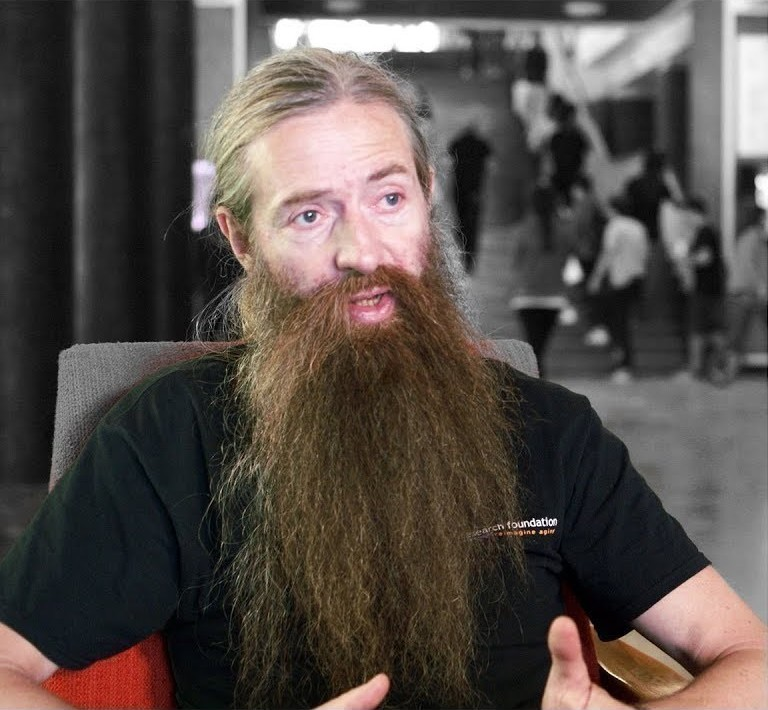
Aubrey de Grey (2018)

Aubrey David Nicholas Jasper de Grey (* 20. April 1963 in London) ist ein in Cambridge und Mountain View lebender britischer Bioinformatiker und theoretischer Biogerontologe sowie Stifter des Methusalem-Maus-Preises. Bis 2021 war er wissenschaftlicher Leiter der von ihm mitgegründeten SENS Research Foundation und ist seit Oktober 2022 Präsident der ebenfalls von ihm mitgegründeten LEV Foundation. De Grey ist bekannt für seine Ansicht, dass die Medizin es bereits heute lebenden Menschen ermöglichen könnte, nicht an altersbedingten Ursachen zu sterben. Als Amateur-Mathematiker hat er zur Untersuchung des Hadwiger-Nelson-Problems in der Graphentheorie beigetragen und damit den ersten Fortschritt in diesem Problem seit über 60 Jahren erzielt.

## Leben und Wirken
De Grey wuchs in London auf und besuchte die University of Cambridge, an der er einen Bachelor in Informatik erwarb. Er arbeitete zunächst als Forscher auf dem Gebiet der künstlichen Intelligenz. 1986 gründete er das inzwischen aufgelöste Unternehmen Man-Made Minions Ltd., um die Entwicklung eines automatisierten formalen Programmprüfers zu realisieren. In den späten 1990er Jahren wandte er sich autodidaktisch der Biologie zu.
De Grey vertritt die These, dass die Beseitigung von Schäden an der mitochondrialen DNA die gesunde Lebensdauer erheblich erhöhen könnte. 1999 veröffentlichte er das Buch „The Mitochondrial Free Radical Theory of Aging“ (Deutsch: „Die mitochondriale Theorie der freien Radikale des Alterns“), wofür ihm die University of Cambridge einen Doktorgrad (Ph.D.) in Biologie verlieh.
2003 gründete de Grey den Methusalem-Maus-Preis, einen Wettbewerbspreis für Forscher, die versuchen, die Lebensdauer von Hausmäusen künstlich zu verlängern. Im Jahr 2007 schrieb er gemeinsam mit Michael Rae das Buch Ending Aging. Es enthält neben der Theorie der freien Radikale sechs weitere vermutete zelluläre und molekulare Ursachen für Altern/Alterskrankheiten. Für jede der bekannten Schadensklassen, die er die „sieben Todsünden des Alterns“ nennt, schlägt er die Anwendung regenerativer Medizin auf molekularer und zellulärer Ebene als Bekämpfung vor. Das von de Grey vorgeschlagene Verfahren, das er als Strategien zur Bekämpfung des Alterns (Strategies for Engineered Negligible Senescence, kurz SENS) bezeichnet, basiert auf sieben von ihm propagierten Angriffspunkten. 2009 gründete er gemeinsam mit Michael Kope, Jeff Hall, Sarah Marr und Kevin Perrott die SENS Foundation, eine Non-Profit-Organisation, um das Altern zu bekämpfen.

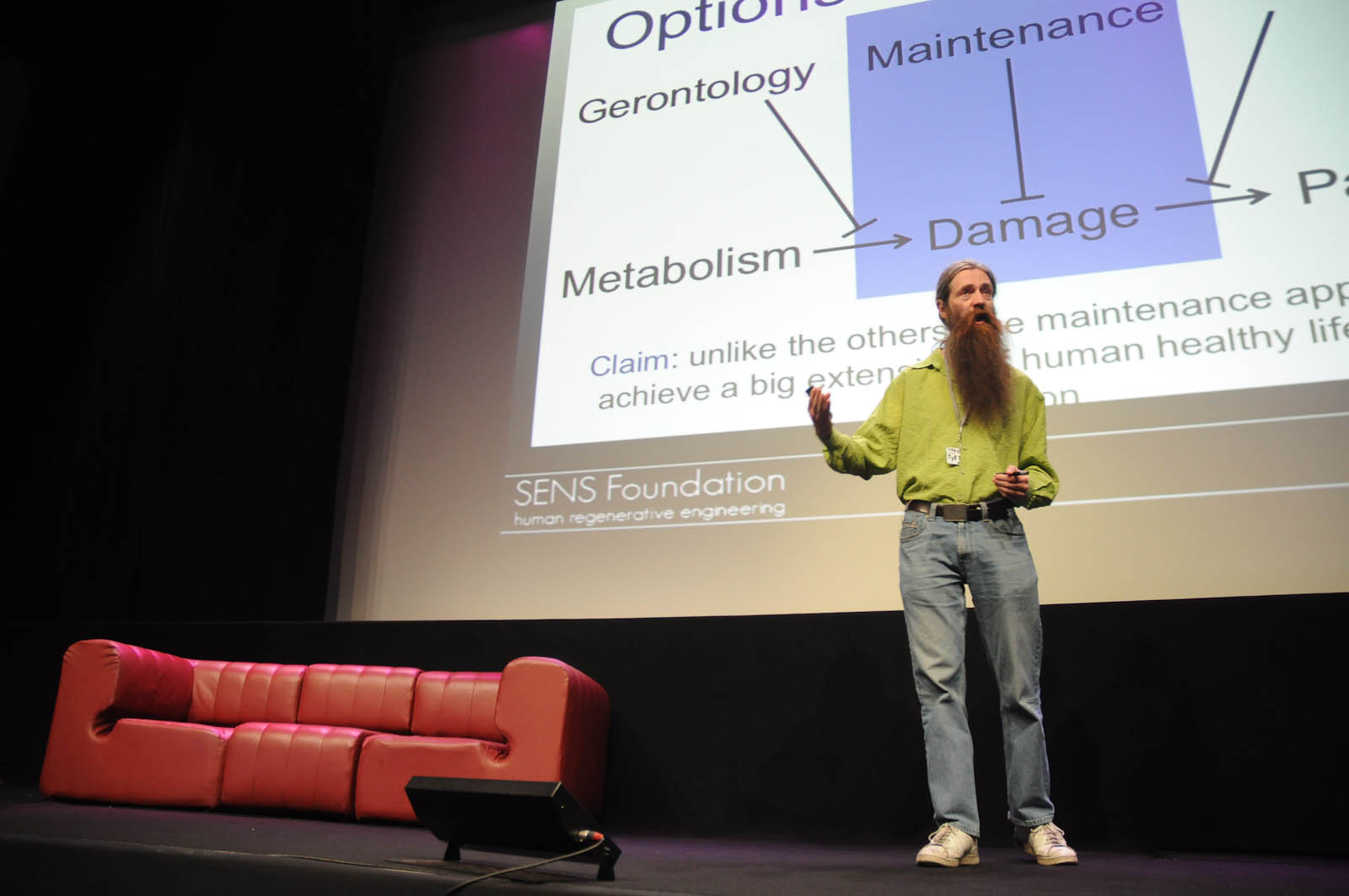
Aubrey de Grey erklärt den SENS-Ansatz auf einem Vortrag (2010)

De Grey war im Jahr 2013 als Lehrbeauftragter am Moskauer Institut für Physik und Technologie tätig.

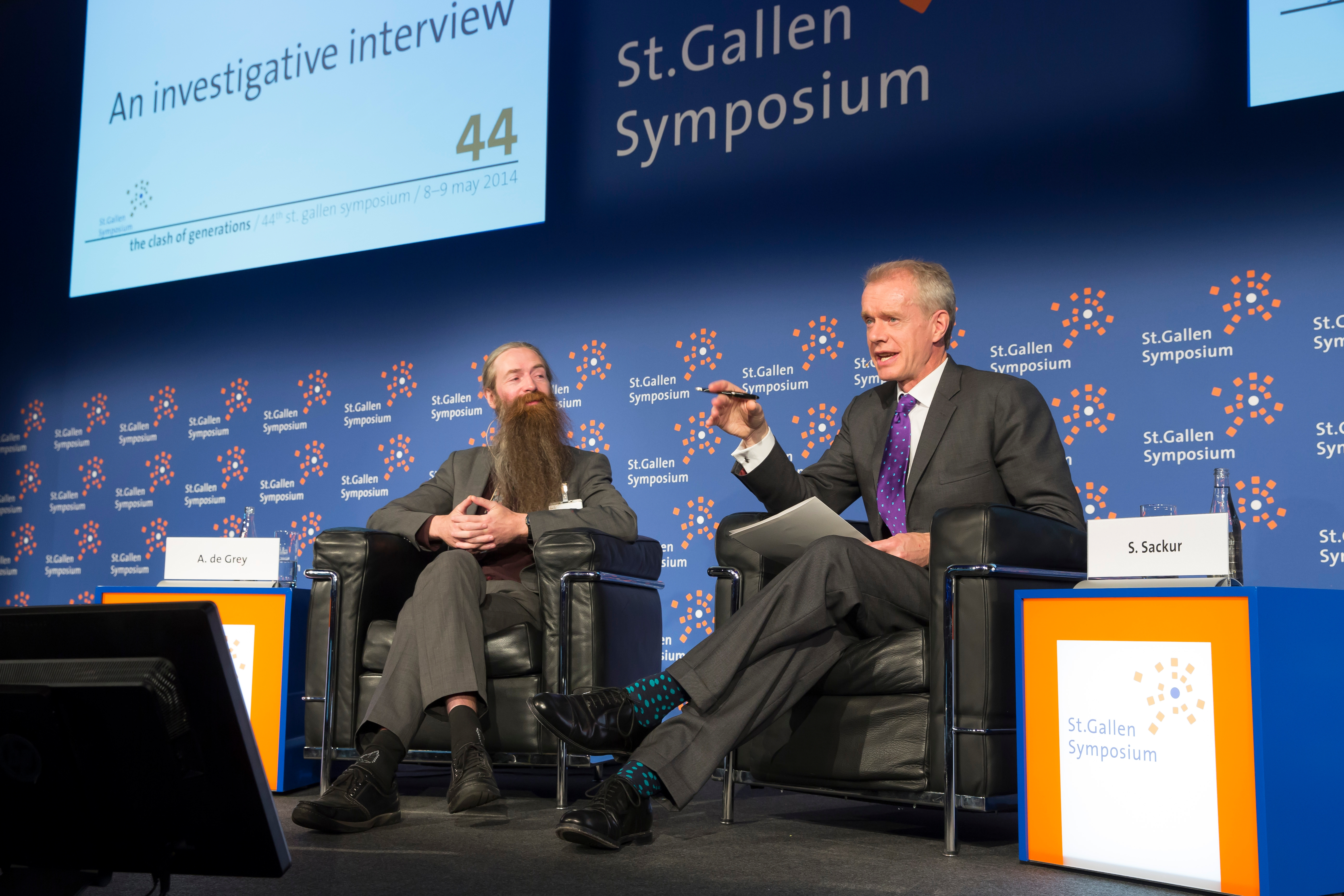
Aubrey de Grey in einem Interview mit Stephen Sackur beim St. Gallen Symposium (2014)

Er ist zudem ein Hobbymathematiker und legte 2018 einen Beitrag zur Lösung des Hadwiger-Nelson-Problems vor.
De Grey ist seit 2019 Mitglied im Beirat der Partei für Verjüngungsforschung (ehemals Partei für Gesundheitsforschung).
Im August 2021 wurde bekannt, dass de Grey von seiner Position als Chief Science Officer der SENS Foundation abberufen wurde, nachdem er nach Angaben der Stiftung versucht haben soll, in eine unabhängige Untersuchung einzugreifen, die sich mit Vorwürfen sexueller Belästigung auseinandersetzte. Zuvor hatten zwei Wissenschaftlerinnen Vorwürfe erhoben, de Grey habe in mehreren Fällen versucht, sie zu sexuellen Handlungen zu drängen und dabei versucht, seine Position innerhalb der Stiftung sowie seinen Zugang zu Forschungsgeldern auszunutzen. De Grey bestreitet die Vorwürfe.
Von 1991 bis 2017 war er mit der 19 Jahre älteren Adelaide Carpenter verheiratet – eine laut Sherwin Nuland „hervorragende amerikanische Genetikerin und Expertin für Elektronenmikroskopie“.
Im Oktober 2022 gründete de Grey die LEV Foundation, eine Organisation, deren Ziel es ist, „die größten Hindernisse auf dem Weg zu einer breiten Verfügbarkeit wirklich wirksamer Therapien gegen altersbedingte Krankheiten beim Menschen anzugehen“. Das Akronym 'LEV' ist eine Anlehnung an das Konzept der longevity escape velocity.

### Pro-Aging-Trance
Das Wort Pro-Aging-Trance ist ein von de Grey geprägter Begriff, mit dem er die von ihm beschriebene Schicksalsergebenheit gegenüber dem Altern in der Gesellschaft kritisiert. Gemäß de Grey beschönigen sich viele Menschen das Altern durch irrationale Denkmuster, weil sie denken, dass es nach wie vor unvermeidlich sei und der Gedanke an den Verfall des eigenen Körpers ansonsten zu belastend wäre. Der Name entstammt laut de Grey der Ähnlichkeit von Betroffenen mit hypnotisierten Menschen, die im Trancezustand unterbewusst lieber zu unlogischen Erklärungen greifen würden, als eine feste Überzeugung aufzugeben. Das Problem dabei sei, dass sich die Entwicklung von wirksamen Anti-Aging-Therapien verzögere, wenn die öffentliche Akzeptanz gegenüber diesen nicht gegeben ist.
De Grey geht davon aus, dass die erfolgreiche Verjüngung von Mäusen im Labor für einen diesbezüglichen Paradigmenwechsel in der Gesellschaft sorgen wird.
Der Begriff wird auch von anderen Vertretern der Anti-Aging-Bewegung verwendet und untersucht. So wird beispielsweise erlernte Hilflosigkeit als mögliche Erklärung herangezogen.

## Kritik
De Greys Ansichten, dass das nötige Grundwissen für die Entwicklung von Therapien zur Bekämpfung des Alterns heute bereits weitgehend existiere und dass eine unbegrenzte Erweiterung der gesunden menschlichen Lebensspanne zu erreichen sei, sind nach wie vor umstritten.
2005 veröffentlichten 28 Wissenschaftler einen Meinungsartikel in der molekularbiologischen Fachzeitschrift EMBO Reports, in dem sie argumentierten, dass de Greys Plan zur Bekämpfung des Alterns „eher in den Bereich der Fantasie als der Wissenschaft“ falle und „keine einzige von de Greys Hypothesen nachweislich die Lebensdauer eines Organismus, geschweige denn des Menschen“ verlängere. De Grey antwortete auf diese Kritik und entgegnete unter anderem, dass die Autoren diese technologische Frage ausschließlich aus der Sicht von Grundlagenforschern behandelt hätten, obwohl es entscheidende Unterschiede zwischen den Methoden der Grundlagenforschung und denen der angewandten Forschung gebe.
Im Jahr 2005 lobte das Magazin MIT Technology Review in Zusammenarbeit mit der Methusalem-Stiftung einen mit 20.000 US-Dollar dotierten Preis für den oder die Molekularbiologen aus, die nachweisen konnten, dass SENS „so falsch sei, dass es einer wissenschaftlichen Debatte unwürdig ist“. Richard Miller, Biogerontologe an der University of Michigan, erklärte de Grey beispielsweise für „gefährlich“, weil er „mit seinen Heilsversprechen die Gerontologie in Verruf bringt“. Jay Olshansky, Professor für Gerontologie an der University of Illinois at Chicago, warf de Grey vor, mit seinen Prognosen zur Verlängerung des Lebens zu übertreiben.
Fünf Aufsätze wurden eingereicht, von denen drei die Bedingungen der Herausforderung erfüllten. De Grey verfasste zu jedem dieser Aufsätze einen Widerspruch, auf den wiederum die Autoren eine Antwort schrieben. Die Schiedspersonen kamen zu dem Schluss, dass keiner der Herausforderer SENS zu widerlegen vermocht habe. Allerdings stellten die Juroren heraus, dass die meisten von de Greys Vorschlägen mit dem heutigen Stand der Wissenschaft und Technik nicht überprüft werden könnten. Ihr Fazit lautete, dass „SENS nicht die Zustimmung vieler kompetenter Wissenschaftler erreicht, aber auch nicht nachweisbar falsch ist“.
Gleichzeitig war er 2005 Gegenstand eines kritischen Leitartikels in der Technology Review des US-amerikanischen Arztes und Professors für Medizingeschichte Sherwin Nuland. Dieser sah de Greys Plan als eine zu starke Vereinfachung von Anti-Aging als wissenschaftliches Ziel an und äußerte sich besorgt über eine mangelnde Berücksichtigung der moralischen und gesellschaftlichen Folgen. Während er de Greys Intellekt und Rhetorik lobte, sah er es „als Glück an, dass seine hochfliegenden Pläne mit größter Wahrscheinlichkeit scheitern werden“, da „andernfalls sein Versuch, uns zu erhalten, mit Sicherheit zu unserer Vernichtung führen würde“.
Der Demograf James W. Vaupel hielt es für durchaus möglich, dass „einige Dinge, die de Grey sagt, wahr sein könnten“. Der britische Forscher sei allerdings „zu optimistisch, was die Geschwindigkeit dieser Entwicklung betrifft“.
Brian Kennedy, ehemaliger Präsident und Chief Executive Officer des Buck Institute for Research on Aging sowie Co-Autor einer der bei MIT Technology Review eingereichten Widerlegungsansätze, sprach 2015 in einem Podcast von einer „Annäherung“ zwischen seinen und de Greys Aussagen und merkte an, dass es keine wesentlichen Unterschiede mehr gebe.
Heidi Tissenbaum, Professorin für Molekular-, Zell- und Krebsbiologie an der UMass Chan Medical School und ebenfalls Unterzeichnerin von einem der Widerlegungsansätze, erklärte in einem 2017 erschienenen Artikel der Forschungszeitschrift Smithsonian Magazine: „Er ist brillant, aber er hatte keine Erfahrung in der Alternsforschung. Wir waren alarmiert, da er behauptete, zu wissen, wie man das Altern verhindern kann, basierend auf Ideen, nicht auf streng wissenschaftlichen experimentellen Ergebnissen.“ Mehr als ein Jahrzehnt später sah Tissenbaum SENS dem Artikel zufolge in einem positiveren Licht: „Hut ab vor Aubrey. [...] Ich rechne es ihm hoch an, dass er dem Feld Aufmerksamkeit und Geld verschafft hat.“ Als sie den Aufsatz geschrieben hätten, habe es nur de Grey und seine Ideen gegeben, aber keine diesbezügliche Forschung. Mittlerweile mache sein Labor grundlegende fundamentale Forschung.
Die 31 Mitglieder des Forschungsbeirats der SENS Research Foundation haben eine Erklärung unterzeichnet, in der sie die Plausibilität von de Greys SENS-Ansatz bestätigen. Im Jahr 2021 stellte das National Institute on Aging (NIA), eine Abteilung der National Institutes of Health (NIH), ein SENS-Forschungsprojekt vor und gewährte einen Zuschuss für das Projekt.
Jay Olshansky, Co-Autor des Artikels in EMBO Reports, sagte 2021 in einem Interview mit de Grey: „Mittlerweile gibt es eine Menge an spannenden Arbeiten, unter anderem in Aubreys Labor und von einigen der Leute, mit denen er zusammenarbeitet.“

## Auszeichnungen
- 2004: „H. G. Wells Award for Outstanding Transhumanist Contributions of the Year“ der World Transhumanist Association[34]
- 2020: David P. Robbins Prize der Mathematical Association of America (MAA)[35]

## Schriften (Auswahl)
- The Mitochondrial Free Radical Theory of Aging. Landes Bioscience, 1999, ISBN 1-57059-564-X.
- mit Michael Rae: Niemals alt! So lässt sich das Altern umkehren. Fortschritte der Verjüngungsforschung. Transcript, Bielefeld 2010, ISBN 978-3-8376-1336-0.
- mit Douglas Lain: Advancing Conversations: Aubrey de Grey - Advocate for an Indefinite Human Lifespan. 2016, ISBN 978-1-78535-396-3.